# InterBase
InterBase ist ein relationales Datenbanksystem von Embarcadero, welches dem SQL-Standard folgt. 
Es arbeitet nach dem Client-Server-Prinzip. 
Seitdem der Quelltext der Version 6 im Jahr 2000 vom damaligen Eigentümer Borland veröffentlicht wurde, gibt es zusätzlich die Abspaltung Firebird, die weiterhin Open Source ist. Mit Version 6.5 wurde InterBase schon wieder proprietär.
InterBase entstand aus einem neuen Konzept von Jim Starkey, der als Mitarbeiter der Digital Equipment Corporation Datenbanksoftware entwarf. Mangels endgültiger Entscheidung des Unternehmens gründete er Mitte der 1980er Jahre sein eigenes, das zunächst Groton Database Systems genannt wurde, dann den Namen Interbase Software bekam und 1991 von Ashton-Tate gekauft wurde. Dieses Unternehmen wurde noch im selben Jahr von Borland gekauft. Damals lag InterBase in Version 3 vor.
Borland ergänzte InterBase beispielsweise um gespeicherte Prozeduren und eine Version für Microsoft Windows.
Embarcadero kaufte Borland die Unternehmenssparte mit InterBase ab und vermarktet InterBase in vier Varianten: 
- Server Edition
- Desktop Edition
- To-Go Edition zusätzlich für iOS und Android[4]
- Developer Edition
- XE Server für Solaris[4]

Die Developer Edition liegt unter anderem allen aktuellen Embarcadero Delphi-Editionen bei. Das traditionell enthaltene grafische Management-Tool IBConsole bietet inzwischen auch Performance-Analysen.